# Fruta (Vol. II)
Fruta (Vol. II) es el álbum debut del cantante y compositor mexicano Caloncho, fue escrito en su mayoría por el mismo, aunque también cuenta con la participación del productor Siddhartha. Se compone por diez canciones, del cual se extrajeron sencillos como «El derroche» y «Palmar» publicados el 2 y 16 de junio de 2015, respectivamente.
Contiene temas de su anterior producción discográfica Fruta y fue distribuido por Universal Music México. Salió a la venta el 16 de junio de 2015 en formato físico y digital en México, mientras que en España fue publicado el 10 de junio de 2016.
El sonido del álbum toma como referencia estilos de música de la playa, el calor, los bikinis, las mujeres, la fiesta y el hedonismo. También incluye canciones en inglés con «Mango taco» y en portugués con la versión en ese idioma de «Palmar» además de la versión a dueto con Mon Laferte.
Fruta (Vol. II) fue certificado con disco de platino por la Asociación Mexicana de Productores de Fonogramas y Videogramas. Acerca del álbum Caloncho dijo: «La clave de esta producción está en la simpleza, porque eso buscamos en la mar. La melodía hace flotar, mientras las letras emborrachan la memoria.» en una entrevista para Indie Rocks.

## Recepción
Alan Queipo de la revista Mondo Sonoro le dio una puntuación de 8.0 sobre 10, diciendo «No hablamos de ningún Frankenstein para combatir la xenofobia de Trump por la vía de la mezcla de razas, sino de Caloncho, uno de los últimos hypes latinoamericanos todavía en expansión» También lo comparó con otros artistas y señaló: «No es raro encontrar a Caloncho como un curioso, sensual y melódico híbrido entre Devendra Banhart, Ezra Furman, Natalia Lafourcade, Macaco o Mark Everett, pero pasado por filtros como los de Johnny Nash, William Onyeabor, Sammy Davis Jr., Nat King Cole o el compositor de canciones infantiles Cri-Crí».

## Lista de canciones
| Lista de canciones |                                                 |                                                                    |          |  |
| N.º                | Título                                          | Escritor(es)                                                       | Duración |  |
| 1.                 | «Palmar»                                        | Oscar Alfonso Castro Valenzuela • Jorge Siddhartha González Ibarra | 3:13     |  |
| 2.                 | «Chupetazos»                                    | Castro Valenzuela                                                  | 2:52     |  |
| 3.                 | «La chora»                                      | Castro Valenzuela • González Ibarra                                | 3:12     |  |
| 4.                 | «Julia»                                         | Castro Valenzuela                                                  | 2:51     |  |
| 5.                 | «Pasa el tiempo»                                | Castro Valenzuela • González Ibarra                                | 3:22     |  |
| 6.                 | «Los animales»                                  | Castro Valenzuela                                                  | 2:38     |  |
| 7.                 | «El derroche - Crónica de fiesta Pt. 1»         | Castro Valenzuela                                                  | 2:08     |  |
| 8.                 | «Autocarnavalización - Crónica de fiesta Pt. 2» | Castro Valenzuela                                                  | 2:50     |  |
| 9.                 | «Chanates»                                      | Varios artistas                                                    | 3:50     |  |
| 10.                | «Mango taco»                                    | Castro Valenzuela • González Ibarra                                | 3:45     |  |
| 30:45              |                                                 |                                                                    |          |  |

## Certificaciones
| País   | Organismo certificador | Certificación | Ventas certificadas | Ref.   |
| ------ | ---------------------- | ------------- | ------------------- | ------ |
| México | AMPROFON               | Platino       | 60 000              | [ 10 ] |

## Historial de lanzamiento
| País   | Fecha               | Formato(s)            | Sello                  | Ref.   |
| ------ | ------------------- | --------------------- | ---------------------- | ------ |
| México | 16 de junio de 2015 | CD + Descarga digital | Universal Music México | [ 12 ] |
| España | 10 de junio de 2016 | CD + Descarga digital | Universal Music Group  | [ 13 ] |